# Kajen

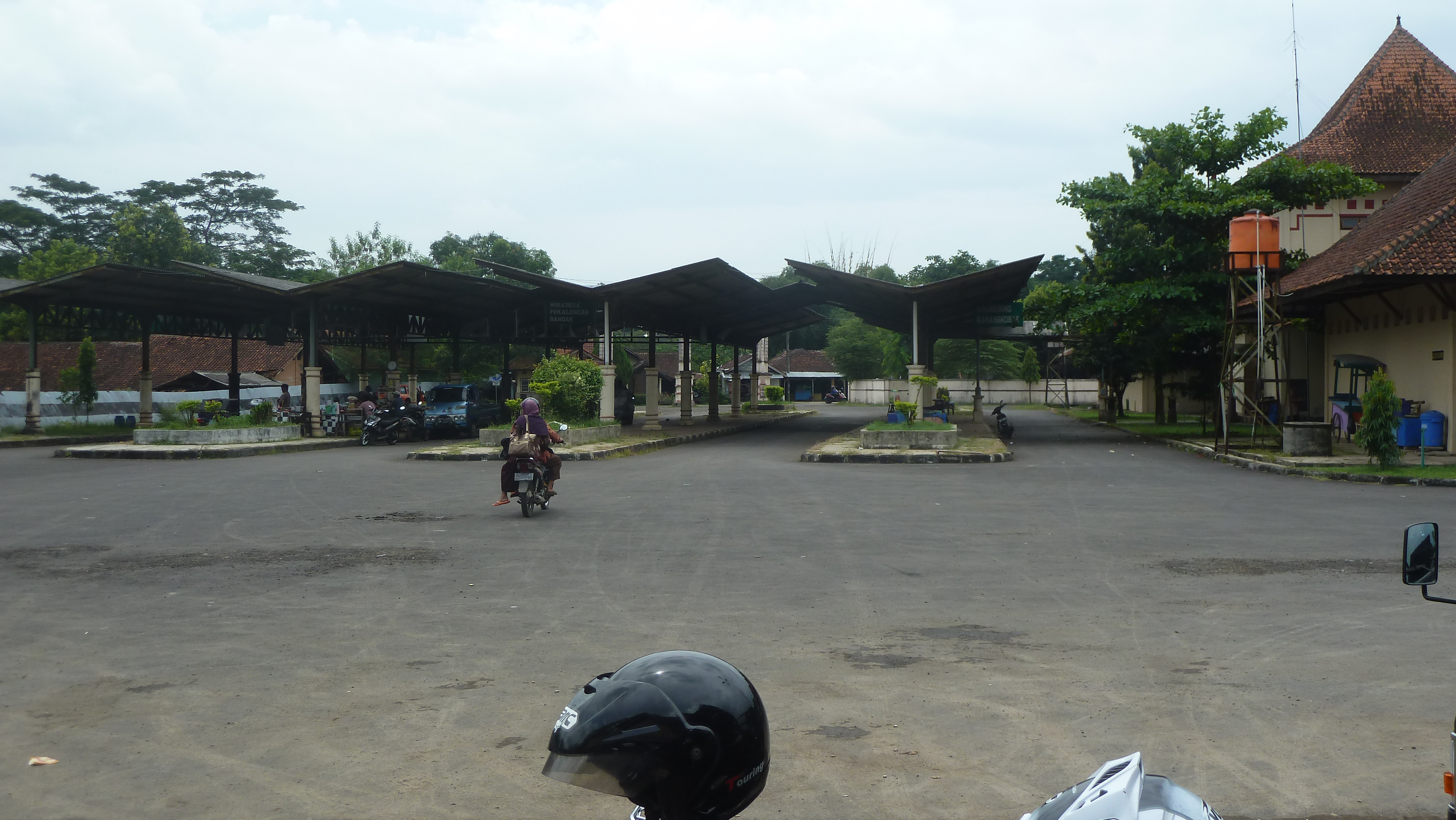
La gare routière de Kajen

Kajen est un district d'Indonésie, chef-lieu du kabupaten de Pekalongan (province de Java central).

## Communes
- Brengkolang
- Gandarum
- Gejlig
- Kajen
- Kajongan
- Kalijoyo
- Kebon Agung
- Kutorejo
- Kutorojo
- Linggoasri
- Nyamok
- Pekiringan Ageng
- Pekiringan Alit
- Pringsurat
- Rowolaku
- Sabarwangi
- Salit
- Sambiroto
- Sangkan Joyo
- Sinangoh Prendeng
- Sokoyoso
- Tambakroto
- Tanjung Kulon
- Tanjungsari
- Wonorejo